# Offaly (kiesdistrict)
Offaly is een kiesdistrict in de Republiek Ierland voor de verkiezingen voor Dáil Éireann. Het district komt overeen met het  graafschap Offaly aangevuld met een klein deel van Tipperary.  Het district werd gecreëerd als gevolg van de herindeling in 2013 en werd voor het eerst gebruikt voor de  verkiezingen van 2016. Het telt 3 zetels. Eerder maakte Offaly deel uit van het kiesdistrict Laois-Offaly. In 2017 werd duidelijk dat bij de eerstvolgende Dailverkiezing, gepland voor 2021, Offaly weer zal verdwijnen en dat Laois-Offaly in ere wordt hersteld.
Bij de verkiezingen in 2016 behaalden Fianna Fáil, Fine Gael en Sinn Féin ieder 1 zetel. 

## Referendum
Bij het abortusreferendum in 2018 stemde in het kiesdistrict 58,1% van de opgekomen kiezers voor afschaffing van het abortusverbod in de grondwet.